# 中二階

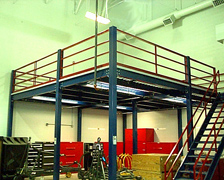
倉庫にある鋼鉄製中二階。

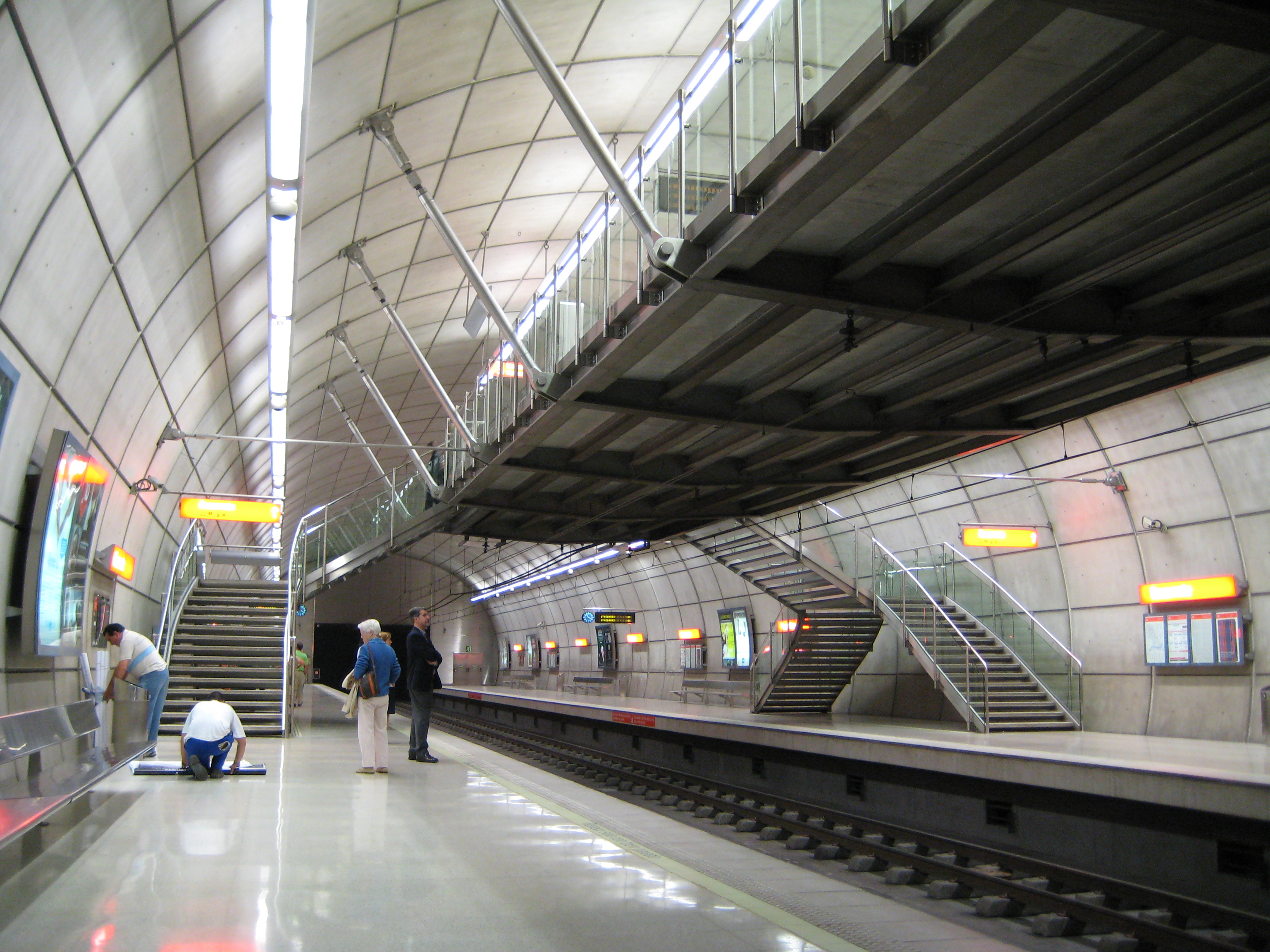
ビルバオの地下鉄駅にある中二階。

中二階（ちゅうにかい）またはメザニン（mezzanine）は、建築物の主要な階層の中間にある床であり、通常は階数に数えない。中二階では天井が低く、バルコニーのような形状をしていることが多い。劇場では、一番低いバルコニーまたはそのバルコニーの最前列から数列の席をメザニンと呼ぶ。

## 概要
中二階は壁から張り出し、下の階を完全に覆っていないという形状のものが多い。つまり、中二階とすぐ下の階は天井を共有している。中二階は1階と2階の間にあることが多いため「中二階」と呼ぶが、それより上の階層に中二階構造がある建築物も珍しくない。
アンドレーア・パッラーディオの流れを汲む建築では、天井の低い上層階をメザニンと呼び、使用人の部屋や収納に使った。
スタジアムでは、観客席の中でも階層の先端数列をメザニンと呼ぶことがあり、遮るものがなくプレイを見やすいことから高めの金額設定になっている。
鉄道駅では、駅の出入り口のある階層とプラットホームのある階層の中間に中二階を設けることがあり、そこで各種サービスが行われる。それには、改札口やプラットホーム間の乗り換えアクセスが含まれる。特にプラットホームからその階層が見える構造のとき、中二階と言われることが多い。
エレベータ等の略号では、正規の階の間にある階には「M」を使う。例えば、1階と2階の間の中二階は「M2」、5階と6階の間のいわば「中6階」は「M6」、1階と地下1階の間の中地階（中地下1階）は「MB」または「MB1」、建物内の正規の最上階と屋上の間の階（いわば「中屋上階」）は「MR」と表す。 

### 産業におけるメザニン
産業におけるメザニンあるいは中二階は、固定の階層の間に半固定の床を設置したものを言う。積層棚とも呼ぶ。メザニンは通常独立しており、解体したり再配置したりできることが多い。商用に販売されているメザニン構造は主に鋼やアルミニウムやファイバーグラスでできている。そのようなメザニンの床面の素材は用途によって異なるが、鋼鉄やアルミニウムやファイバーグラス製で穴あきのものや、木の板で覆ったものなどがある。
メザニンは小売店の陳列棚のように、器具や原材料などを保管する場所として使われる。メザニンを設置するには天井が高いほうがよい。倉庫、配送拠点、工場などでよく使われる。一般にそのような用途の建物は天井が高く、メザニンはその空間を上下方向に有効利用できるという利点がある。